# Mandy Morgan
Mandy Morgan (4 luglio 1953) è un'ex tennista australiana.

## Carriera
Nei tornei del Grande Slam ha ottenuto il suo miglior risultato raggiungendo i quarti di finale di doppio agli Australian Open nel 1973, in coppia con la connazionale Pam Whytcross.